# Печорлаг
Печорлаг, Печорский ИТЛ — лагерь, располагавшийся у города Печора в Республике Коми, в 588 км к северо-востоку от Сыктывкара, подчинялся до 2 апреля 1954 года ГУЛЖДС, позднее в системе ГУЛАГа.

## История
Город Печора расположен на правом берегу одноимённой реки и создан усилиями заключённых ГУЛАГа — в Печоре помещалось управление Северо-Печорского исправительно-трудового лагеря, преобразованного в 1950 году в Печорский ИТЛ (просуществовал до 1959 года), численность заключенных доходила до 102 тыс. чел. Силами заключённых была построена пристань Канин Нос, посёлок железнодорожной станции Печора и другие строения.
| Дата     | Численность |  | Дата     | Численность |
| -------- | ----------- |  | -------- | ----------- |
| 01.07.40 | 3851        |  | 01.01.51 | 59 408      |
| 01.01.41 | 34 959      |  | 01.01.52 | 38 926      |
| 15.06.41 | 91 664      |  | 01.01.53 | 47 001      |
| 01.01.42 | 102 354     |  | 01.01.54 | 23 678      |
| 01.01.43 | 58 825      |  | 01.01.55 | 18 505      |
| 01.01.44 | 23 019      |  | 01.01.56 | 10 046      |
| 01.01.45 | 33 598      |  | 01.01.57 | 7 389       |
| 01.01.46 | 34 826      |  | 01.01.59 | 12 773      |
| 01.01.47 | 56 615      |  |          |             |
| 01.01.48 | 47 815      |  |          |             |
| 01.01.49 | 39 436      |  |          |             |
| 01.01.50 | 42 028      |  |          |             |

## В литературе
Осенью 1941-го ПечорЛаг (железнодорожный) имел списочный состав — 50 тысяч, весной 1942 — 10 тысяч. За это время никуда не отправлялось ни одного этапа — куда же ушли сорок тысяч? Написал курсивом тысяч — а зачем? Узнал эти цифры случайно от зэка, имевшего к ним в то время доступ, — но по всем лагерям, по всем годам не узнаешь, не просуммируешь.— Архипелаг ГУЛАГ

## Память о жертвах репрессий

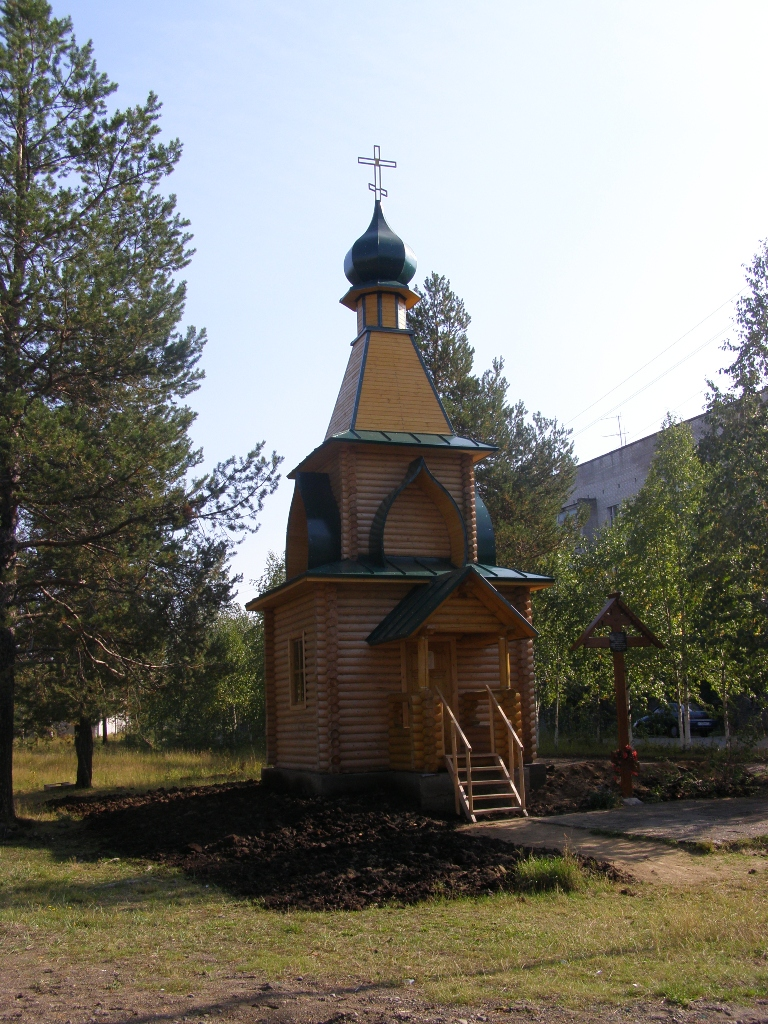
Часовня на месте бывшего кладбища Печорлага

16 июля 2008 года епископ Сыктывкарский и Воркутинский Питирим и глава района приняли участие в закладке фундамента часовни Новомучеников российских, которая будет возведена на месте бывшего кладбища Печорлага. За год до этого там был установлен памятный крест. Глава епархии освятил строящееся здание. 1 июля 2009 года часовня была освящена.